# Ondina Peteani
Ondina Peteani (Trieste, 26 aprile 1925 – Trieste, 3 gennaio 2003) è stata un'operaia e partigiana italiana, nota in quanto è considerata la prima staffetta a servire i combattenti della lotta di liberazione.

## Biografia
Operaia nei cantieri navali di Monfalcone, entra diciottenne nel Movimento di liberazione unendosi nel 1943 ai battaglioni partigiani del Carso, nello specifico con la Brigata Proletaria, facendo loro da staffetta.
Arrestata due volte, riesce a eludere la sorveglianza con rocambolesche fughe, ma viene ripresa l'11 febbraio 1944 a Vermegliano e segregata nel Comando delle SS di piazza Oberdan a Trieste, da dove viene poi trasferita al carcere del Coroneo, e quindi deportata a mezzo carro bestiame al campo di concentramento di Auschwitz nel marzo successivo, dove le viene tatuato il numero 81672.
In un'intervista rilasciata a Marco Coslovich, di Auschwitz dice:
Successivamente trasferita al campo di Ravensbrück, nell'ottobre dello stesso anno viene poi assegnata ai lavori forzati in una fabbrica di Eberswalde, presso Berlino, dove mette in atto un programma di sabotaggio, rallentando sensibilmente il ciclo produttivo, grazie a continui e ripetuti, pignoli, controlli, con la scusa della verifica dei torni e delle parti prodotte. Il 2 aprile 1945 durante una marcia di trasferimento a Ravensbrück riesce a fuggire e a tornare a Trieste, dove giunge a luglio.
Del rientro a casa parla così:
Nel dopoguerra Ondina Peteani ha esercitato la professione di ostetrica, impegnandosi politicamente nel PCI, nell'ANPI e nelle organizzazioni sindacali.